# Франция на Европейских играх 2015
Франция на I Европейских играх, которые прошли в июне 2015 года в столице Азербайджана, в городе Баку, была представлена 251 спортсменом..

## Медали
| Золото  |                   |                                           |         |
| №       | Спортсмены        | Вид спорта (дисциплина)                   | Дата    |
| 1       | Эмили Туй         | Карате (до 55 кг, женщины)                | 13 июня |
| 2       | Люси Иньяс        | Карате (до 61 кг, женщины)                | 13 июня |
| Серебро |                   |                                           |         |
| №       | Спортсмены        | Вид спорта (дисциплина)                   | Дата    |
| 1       | Стивен да Коста   | Карате (до 67 кг, мужчины)                | 13 июня |
| 2       | Санди Скордо      | Карате (ката, женщины)                    | 14 июня |
| Бронза  |                   |                                           |         |
| №       | Спортсмены        | Вид спорта (дисциплина)                   | Дата    |
| 1       | Александра Реккья | Карате (до 50 кг, женщины)                | 13 июня |
| 2       | Тарик Бельмадани  | Борьба (греко-римская, до 59 кг, мужчины) | 13 июня |
| 3       | Мелонен Нумонви   | Борьба (греко-римская, до 98 кг, мужчины) | 13 июня |

| Медали по видам спорта | Медали по видам спорта | Медали по видам спорта | Медали по видам спорта | Медали по видам спорта |
| ---------------------- | ---------------------- | ---------------------- | ---------------------- | ---------------------- |
| Вид спорта             | 1                      | 2                      | 3                      | Итого                  |
| Борьба                 | 0                      | 0                      | 2                      | 2                      |
| Карате                 | 2                      | 2                      | 1                      | 5                      |
| Всего                  | 2                      | 2                      | 3                      | 7                      |

| Медали по дням | Медали по дням | Медали по дням | Медали по дням | Медали по дням |
| -------------- | -------------- | -------------- | -------------- | -------------- |
| Дата           | 1              | 2              | 3              | Итого          |
| 13 июня        | 2              | 1              | 3              | 6              |
| 14 июня        | 0              | 1              | 0              | 1              |
| Всего          | 2              | 2              | 3              | 7              |

## Состав команды
Борьба
Греко-римская борьба
- Тарик Бельмадани
- Артак Маргарян
- Эврик Никогосян
- Мелонен Нумонви

Велоспорт
 Маунтинбайк
- Юго Дрешу
- Максим Маротт
- Жордан Сарру
- Перрин Клозель
- Марго Мосчетти

 Карате
- Софьян Агуджиль
- Кенжи Гриллон
- Мин Дак
- Логан да Коста
- Стивен да Коста
- Надеж Аит Ибраим
- Люси Иньяс
- Александра Реккья
- Санди Скордо
- Эмили Туй

 Триатлон
- Лео Бержер
- Лукас Жаколин
- Марго Гарабедьян
- Леони Перьо

 Тхэквондо
- Стевен Баркле

## Результаты

### Борьба
В соревнованиях по борьбе разыгрывалось 24 комплекта наград. По 8 у мужчин и женщин в вольной борьбе и 8 в греко-римской. Турнир проходил по олимпийской системе с выбыванием. В утешительный раунд попадали участники, проигравшие в своих поединках будущим финалистам соревнований. Каждый поединок состоит из двух раундов по 3 минуты, победителем становится спортсмен, набравший большее количество баллов. По окончании схватки, в зависимости от результатов в каждом из раундов спортсменам начисляются классификационные очки.
Мужчины
Греко-римская борьба
Легенда: 

VT — победа на туше; 

PP — победа по очкам с техническим баллом у проигравшего; 

PO — победа по очкам без технического балла у проигравшего; 

SP — техническое превосходство, победа по очкам с разницей более, чем в 6 баллов с техническим баллом у проигравшего; 

ST — техническое превосходство, победа по очкам с разницей более, чем в 6 баллов без технического балла у проигравшего; 

| Соревнование | Спортсмены       | Первый раунд                           | 1/8 финала                      | Четвертьфинал                     | Полуфинал                          | Финал                               | Место |
| Соревнование | Спортсмены       | Соперник Результат                     | Соперник Результат              | Соперник Результат                | Соперник Результат                 | Соперник Результат                  | Место |
| ------------ | ---------------- | -------------------------------------- | ------------------------------- | --------------------------------- | ---------------------------------- | ----------------------------------- | ----- |
| до 59 кг     | Тарик Бельмадани | Александар Костадинов (BUL) В 4:0 (ST) | Сослан Дауров (BLR) П 1:3 (PP)  | Турнир за 3-е место               | Турнир за 3-е место                | Турнир за 3-е место                 | 3     |
| до 59 кг     | Тарик Бельмадани | Александар Костадинов (BUL) В 4:0 (ST) | Сослан Дауров (BLR) П 1:3 (PP)  | Дмитрий Косенок (UKR) В 4:0 (ST)  | Денис Менексе (GER) В 3:0 (PO)     | Виктор Чобану (MDA) В 3:1 (PP)      | 3     |
| до 66 кг     | Артак Маргарян   | Д. Карпен (ROU) В 3:1 (PP)             | М. Маш (GER) П 1:4 (SP)         | Завершил выступление              | Завершил выступление               | Завершил выступление                | 12    |
| до 75 кг     | Эврик Никогосян  | Ю. Кухар (SLO) В 3:0 (PO)              | Ч. Лабазанов (RUS) П 0:4 (ST)   | Завершил выступление              | Завершил выступление               | Завершил выступление                | 15    |
| до 98 кг     | Мелонен Нумонви  | не участвовал                          | Даниэль Гастль (AUT) В 3:0 (PO) | Дмитрий Тимченко (UKR) П 0:3 (PO) | Турнир за 3-е место                | Турнир за 3-е место                 | 3     |
| до 98 кг     | Мелонен Нумонви  | не участвовал                          | Даниэль Гастль (AUT) В 3:0 (PO) | Дмитрий Тимченко (UKR) П 0:3 (PO) | Лаократис Кесидис (GRE) В 3:0 (PO) | Тимофей Дейниченко (BLR) В 3:1 (PP) | 3     |

### Велоспорт

#### Маунтинбайк
Соревнования по маунтинбайку проводилились в построенном специально для игр велопарке. Дистанция у мужчин составляла 36,7 км, а у женщин 27,9 км.
Мужчины
| Соревнование | Спортсмены    | Результат | Место | Отставание |
| ------------ | ------------- | --------- | ----- | ---------- |
| Кросс-кантри | Максим Маротт | 1:44:28   | 8     | +3:24      |
| Кросс-кантри | Жордан Сарру  | 1:48:16   | 13    | +7:12      |
| Кросс-кантри | Юго Дрешу     | 1:51:33   | 21    | +10:29     |

Женщины
| Соревнование | Спортсмены     | Результат | Место | Отставание |
| ------------ | -------------- | --------- | ----- | ---------- |
| Кросс-кантри | Марго Мосчетти | 1:38:24   | 11    | +7:19      |
| Кросс-кантри | Перрин Клозель | 1:43:02   | 17    | +11:57     |

### Гребля на байдарках и каноэ
Соревнования по гребле на байдарках и каноэ проходили в городе Мингечевир на базе олимпийского учебно-спортивного центра «Кюр». Разыгрывалось 15 комплектов наград. В каждой дисциплине соревнования проходили в три этапа: предварительный раунд, полуфинал и финал.
Мужчины
| Соревнование     | Спортсмены   | Предварительный раунд | Предварительный раунд | Предварительный раунд | Полуфинал | Полуфинал | Полуфинал | Финал    | Финал   | Итоговое место |
| Соревнование     | Спортсмены   | Заплыв                | Время                 | Место                 | Заплыв    | Время     | Место     | Время    | Место   | Итоговое место |
| ---------------- | ------------ | --------------------- | --------------------- | --------------------- | --------- | --------- | --------- | -------- | ------- | -------------- |
| K-1, 1000 метров | Сириль Карр  | 4                     | 3:37,460              | 2 (Q)                 | 2         | 3:24,237  | 2 (Q)     | Финал A  | Финал A | 7              |
| K-1, 1000 метров | Сириль Карр  | 4                     | 3:37,460              | 2 (Q)                 | 2         | 3:24,237  | 2 (Q)     | 3:33,336 | 7       | 7              |
| C-1, 1000 метров | Матьё Губель | 2                     | 4:21,880              | 7 (Q)                 | 1         | 3:47,049  | 3 (Q)     | 4:03,486 | 9       | 9              |

Женщины
| Соревнование    | Спортсмены                                        | Предварительный раунд | Предварительный раунд | Предварительный раунд | Полуфинал | Полуфинал | Полуфинал | Финал    | Финал | Итоговое место |
| Соревнование    | Спортсмены                                        | Заплыв                | Время                 | Место                 | Заплыв    | Время     | Место     | Время    | Место | Итоговое место |
| --------------- | ------------------------------------------------- | --------------------- | --------------------- | --------------------- | --------- | --------- | --------- | -------- | ----- | -------------- |
| K-4, 500 метров | Леа Жамело Амандин Лоте Габриэль Туло Сара Троэль | 1                     | 1:37,069              | 4 (Q)                 | 1         | 1:31,596  | 3 (Q)     | 1:37,825 | 9     | 9              |

### Карате
Соревнования по карате проходили в Бакинском кристальном зале. В каждой весовой категории принимали участие по 8 спортсменов, разделённых на 2 группы. Из каждой группы в полуфинал выходили по 2 спортсмена, которые по системе плей-офф разыгрывали медали Европейских игр.
Мужчины
| Соревнование | Спортсмены      | Групповой этап              | Групповой этап           | Групповой этап           | Групповой этап | 1/2 финала             | Финал                | Итоговое место       |
| Соревнование | Спортсмены      | 1 поединок                  | 2 поединок               | 3 поединок               | Место          | 1/2 финала             | Финал                | Итоговое место       |
| ------------ | --------------- | --------------------------- | ------------------------ | ------------------------ | -------------- | ---------------------- | -------------------- | -------------------- |
| До 60 кг     | Софьян Агуджиль | Группа B                    | Группа B                 | Группа B                 | Группа B       | Завершил выступление   | Завершил выступление | Завершил выступление |
| До 60 кг     | Софьян Агуджиль | М. Антич (SRB) П 0:1        | Э. Павлов (MKD) П 1:2    | Е. Плахутин (RUS) Н 0:0  | 4              | Завершил выступление   | Завершил выступление | Завершил выступление |
| До 67 кг     | Стивен да Коста | Группа A                    | Группа A                 | Группа A                 | Группа A       | Р. Гиглер (GER) В 4:2  | Б. Уйгур (TUR) П 3:3 | 2                    |
| До 67 кг     | Стивен да Коста | М. Расеро Руис (ESP) В 10:2 | Н. Алиев (AZE) П 1:3     | И. Ткебучава (GEO) В 1:0 | 2 (Q)          | Р. Гиглер (GER) В 4:2  | Б. Уйгур (TUR) П 3:3 | 2                    |
| До 75 кг     | Логан да Коста  | Группа B                    | Группа B                 | Группа B                 | Группа B       | Завершил выступление   | Завершил выступление | Завершил выступление |
| До 75 кг     | Логан да Коста  | Н. Бич (GER) Н 0:0          | Л. Буза (ITA) П 0:2      | П. Лоизидес (CYP) В 9:1  | 3              | Завершил выступление   | Завершил выступление | Завершил выступление |
| До 84 кг     | Кенжи Гриллон   | Группа B                    | Группа B                 | Группа B                 | Группа B       | Завершил выступление   | Завершил выступление | Завершил выступление |
| До 84 кг     | Кенжи Гриллон   | Я. Горуна (UKR) П 0:1       | М. Цанос (GRE) П 4:5     | А. Мамаев (AZE) П 1:6    | 4              | Завершил выступление   | Завершил выступление | Завершил выступление |
| Ката         | Мин Дак         | Группа B                    | Группа B                 | Группа B                 | Группа B       | Д. Кинтеро (ESP) П 0:5 | За 3-е место         | 4                    |
| Ката         | Мин Дак         | А. Гута (ROU) В 5:0         | Т. Балджанлы (AZE) В 5:0 | М. Якан (TUR) П 1:4      | 2 (Q)          | Д. Кинтеро (ESP) П 0:5 | М. Якан (TUR) П 1:4  | 4                    |

Женщины
| Соревнование | Спортсмены        | Групповой этап               | Групповой этап              | Групповой этап               | Групповой этап | 1/2 финала              | Финал                       | Итоговое место        |
| Соревнование | Спортсмены        | 1 поединок                   | 2 поединок                  | 3 поединок                   | Место          | 1/2 финала              | Финал                       | Итоговое место        |
| ------------ | ----------------- | ---------------------------- | --------------------------- | ---------------------------- | -------------- | ----------------------- | --------------------------- | --------------------- |
| До 50 кг     | Александра Реккья | Группа B                     | Группа B                    | Группа B                     | Группа B       | Б. Планк (AUT) П 0:2    | За 3-е место                | 3                     |
| До 50 кг     | Александра Реккья | Е. Крива (UKR) Н 0:0         | М. Кулинкович (BLR) В 2:0   | Д. Бугур (GER) В 1:0         | 1 (Q)          | Б. Планк (AUT) П 0:2    | Е. Крива (UKR) В 0:0        | 3                     |
| До 55 кг     | Эмили Туй         | Группа A                     | Группа A                    | Группа A                     | Группа A       | И. Гасымова (AZE) В 6:1 | Е. Ковачевич (CRO) В 2:1    | 1                     |
| До 55 кг     | Эмили Туй         | Б. Альдстадсетер (DEN) В 7:0 | Б. Аранделович (SRB) В 3:0  | К. Феррер Гарсия (ESP) Н 0:0 | 1 (Q)          | И. Гасымова (AZE) В 6:1 | Е. Ковачевич (CRO) В 2:1    | 1                     |
| До 61 кг     | Люси Иньяс        | Группа A                     | Группа A                    | Группа A                     | Группа A       | А. Ленард (CRO) В 1:0   | М. Чобан (TUR) В 1:1        | 1                     |
| До 61 кг     | Люси Иньяс        | Т. Ристич (SLO) Н 0:0        | Н. де Вос (BEL) В 2:0       | И. Коломар Коста (ESP) В 3:0 | 1 (Q)          | А. Ленард (CRO) В 1:0   | М. Чобан (TUR) В 1:1        | 1                     |
| Свыше 68 кг  | Надеж Аит Ибраим  | Группа A                     | Группа A                    | Группа A                     | Группа A       | Завершила выступление   | Завершила выступление       | Завершила выступление |
| Свыше 68 кг  | Надеж Аит Ибраим  | Х. Антунович (SWE) Н 1:1     | А. Самадли (AZE) В 5:0      | М. Мартинович (CRO) П 2:8    | 3              | Завершила выступление   | Завершила выступление       | Завершила выступление |
| Ката         | Санди Скордо      | Группа A                     | Группа A                    | Группа A                     | Группа A       | Д. Бозан (TUR) В 3:2    | С. Санчес Хайме (ESP) П 0:5 | 2                     |
| Ката         | Санди Скордо      | В. Мискова (CZE) В 3:2       | С. Санчес Хайме (ESP) П 1:4 | К. Долфин (IRL) В 5:0        | 2 (Q)          | Д. Бозан (TUR) В 3:2    | С. Санчес Хайме (ESP) П 0:5 | 2                     |

### Триатлон
Соревнования по триатлону состояли из 3 этапов — плавание (1,5 км), велоспорт (40 км), бег (9,945 км).
Мужчины
| Соревнование | Спортсмены    | Плавание | Смена | Велоспорт | Смена | Бег   | Итоговое время | Место | Отставание |
| ------------ | ------------- | -------- | ----- | --------- | ----- | ----- | -------------- | ----- | ---------- |
| Мужчины      | Лео Бержер    | 19:36    | 0:43  | 57:33     | 0:24  | 32:21 | 1:50:37        | 13    | +2:06      |
| Мужчины      | Лукас Жаколин | 19:24    | 0:44  | 57:45     | 0:23  | 33:57 | 1:52:13        | 23    | +3:42      |

Женщины
| Соревнование | Спортсмены       | Плавание | Смена | Велоспорт | Смена | Бег   | Итоговое время | Место | Отставание |
| ------------ | ---------------- | -------- | ----- | --------- | ----- | ----- | -------------- | ----- | ---------- |
| Женщины      | Марго Гарабедьян | 20:39    | 0:49  | 1:06:30   | 0:28  | 36:15 | 2:04:41        | 11    | +4:13      |
| Женщины      | Леони Перьо      | 21:15    | 0:51  | 1:05:53   | 0:29  | DNF   | —              | —     | —          |

### Тхэквондо
Соревнования по тхэквондо проходят по системе с выбыванием. Для победы в турнире спортсмену необходимо одержать 4 победы. Тхэквондисты, проигравшие по ходу соревнований будущим финалистам, принимают участие в утешительном турнире за две бронзовые медали.
Мужчины
| Категория | Спортсмены    | Первый раунд            | Четвертьфинал        | Полуфинал            | Финал                | Место |
| Категория | Спортсмены    | Соперник Результат      | Соперник Результат   | Соперник Результат   | Соперник Результат   | Место |
| --------- | ------------- | ----------------------- | -------------------- | -------------------- | -------------------- | ----- |
| до 68 кг  | Стевен Баркле | В. Арвентий (MDA) П 4:8 | Завершил выступление | Завершил выступление | Завершил выступление | 11    |